# Olaszország az Eurovíziós Dalfesztiválokon
Olaszország ötven alkalommal vett részt az Eurovíziós Dalfesztiválon.
Az olasz műsorsugárzó a Radiotelevisione Italiana, amely 1950-ben alapító tagja volt az Európai Műsorsugárzók Uniójának, és az első, 1956-os versenyen debütált.
Olaszország eddig három alkalommal, 1964-ben, 1990-ben és 2021-ben aratott győzelmet.

## Története

### Évről évre
Olaszország egyike annak a hét országnak, melyek részt vettek a legelső, 1956-os Eurovíziós Dalfesztiválon.
Egyszer, 1966-ban végeztek az utolsó helyen, a többi alkalommal mindig az első tízben, vagy annak közelében végeztek. Kétszer tudták megnyerni a versenyt, 1964-ben és 1990-ben. Az 1965-ös versenynek Nápoly, az 1991-esnek Róma adott otthont.
A RAI 1981-ben visszalépett a versenytől a helyi érdeklődés hiányára hivatkozva, de két kihagyott verseny után újból neveztek. Nem vettek részt 1986-ban, illetve 1994 és 1996 között sem. 1997-ben ismét részt vettek, de ezután az olasz tévé a visszalépés mellett döntött. Tizenhárom kihagyott verseny után a Düsseldorfban rendezendő 2011-es versenyre benyújtotta jelentkezését az olasz köztelevízió. Olaszország visszatérésével az addigi Négy Nagy, Öt Nagyra bővült. Az országot Raphael Gualazzi képviselte, miután megnyerte a Sanremói Dalfesztivál Giovanni kategóriáját. Visszatérésük sikeresen zárult, a Madness of Love a második helyen végeztek a döntőben. 2012-ben a kilencedik, 2013-ban pedig a hetedik helyen végeztek. Visszatérésük óta 2014-ben fordult elő először, hogy nem lettek top 10-esek: ekkor a huszonegyedik helyen zártak. A 2015-ös versenyt ismét sikerrel zárták, hiszen az Il Voloval harmadikok lettek. 2016-ban a tizenhatodik, míg 2017-ben a hatodik helyen zárták a versenyt – annak ellenére, hogy Francesco Gabbani dalát nagy esélyesként tartották a győzelemre. 2018-ban ötödikként végeztek, majd 2019-ben négy év után ismét a legjobb háromban, a második helyen zártak Mahmooddal.

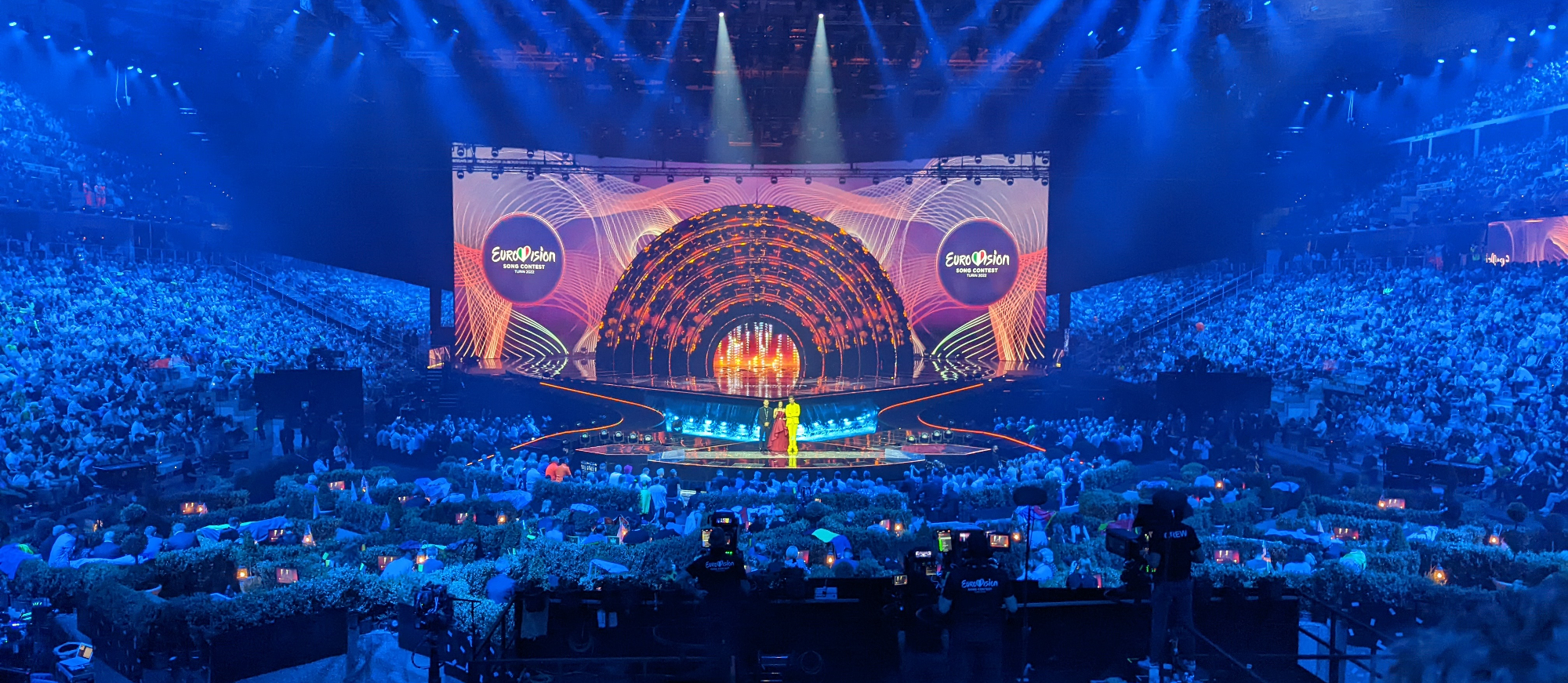
A torinói verseny színpada

2020-ban Diodato képviselte volna az országot, azonban március 18-án az Európai Műsorsugárzók Uniója bejelentette, hogy 2020-ban nem tudják megrendezni a versenyt a COVID–19-koronavírus-világjárvány miatt. Az olasz műsorsugárzó jóvoltából végül az énekes nem kapott újabb lehetőséget az ország képviseletére a következő évben. Helyettük a Måneskin rockegyüttes képviselte az országot, akik végül megnyerték a rotterdami versenyt. Zitti e buoni című daluk a szakmai zsűritől 206 pontot, míg a nézői szavazáson 318 pontot gyűjtöttek össze, így összesen 524 ponttal tudtak győzni. A következő évben Torino adott otthont a dalfesztiválnak. A hazai rendezésű versenyen Mahmood és Blanco versenyeztek az olasz színben, akik hatodikak lettek. 2023-ban ismét Marco Mengoni versenyzett Olaszország színeiben, aki tíz év után tért vissza a dalfesztiválra. A döntőben negyedik helyezett lett, csupán 13 ponttal lemaradva a dobogós helyről. 2024-ben Angelina Mango a hetedik, 2025-ben Lucio Corsi pedig az ötödik helyen zárta a versenyt.

### Nyelvhasználat
Olaszország eddigi negyvenkilenc versenydalából negyvenhárom olasz nyelven, egy nápolyi nyelven, és öt angol és olasz kevert nyelven adták elő.
A dalverseny első éveiben nem vonatkozott semmilyen szabályozás a nyelvhasználatra. 1966-tól az EBU bevezette azt a szabályt, hogy mindegyik dalt az adott ország egyik hivatalos nyelvén kell előadni, vagyis Olaszország indulóinak olasz nyelven. Ezt a szabályt 1973 és 1976 között rövid időre eltörölték. Ekkor a szabad nyelvhasználatot kihasználva 1976-ban egy olasz- és angol nyelvű részeket is tartalmazó dallal neveztek. 2011-es visszatérésükkor ismét angol és olasz kevert nyelvű dallal neveztek, ahogy a következő évben is. A következő években ismét teljes egészében olasz nyelvű dalokat indítottak, két kivétellel: Francesca Michielin 2016-os dala félig olasz, félig angol nyelven hangzott el.
1984-es daluk tartalmazott néhány német nyelvű szót, 1990-es daluk két többször ismételt angol szót, míg 2019-es daluk teljes egészében olaszul hangzott el, de tartalmazott arab nyelvű részleteket.

### Nemzeti döntő
1956 és 1966 között az olasz nemzeti döntő az Eurovíziós Dalfesztivál létrehozásának ötletét is adó Sanremói Dalfesztivál volt. A győztes dalt – 1956-ban az első két helyezettet – automatikusan benevezték a nemzetközi versenyre.
1966 után ez már nem volt jellemző, a RAI belső döntéssel választotta ki az indulót. Azonban a Sanremói Dalfesztivál továbbra is fontos volt, többször is az adott évi verseny győztesét nevezték, de egy másik dallal. 2013 előtt kétszer fordult elő, hogy az olasz fesztivál győztesével neveztek a versenyre: 1972-ben és 1997-ben. 2011-ben a fesztivál "Giovani" (fiatalok) kategóriájának győztesével neveztek. 2013 óta (2014 és 2016 kivételével) minden évben a Sanremói Dalfesztivál győztese képviselte Olaszországot a dalversenyen.

## Résztvevők
| Év   | Előadó                      | Dal                             | Magyar fordítás                    | Döntő              | Pontszám           | Elődöntő          | Pontszám          |
| ---- | --------------------------- | ------------------------------- | ---------------------------------- | ------------------ | ------------------ | ----------------- | ----------------- |
| 1956 | Franca Raimondi             | Aprite le finestre              | Nyisd ki az ablakokat              | Nincs adat         | Nincs adat         | Nem volt elődöntő | Nem volt elődöntő |
| 1956 | Tonina Torrielli            | Amami se vuoi                   | Szeress, ha akarsz                 | Nincs adat         | Nincs adat         | Nem volt elődöntő | Nem volt elődöntő |
| 1957 | Nunzio Gallo                | Corde della mia chitarra        | A gitárom húrjai                   | 6.                 | 7                  | Nem volt elődöntő | Nem volt elődöntő |
| 1958 | Domenico Modugno            | Nel blu dipinto di blu          | Kékre színezett kékben             | 3.                 | 13                 | Nem volt elődöntő | Nem volt elődöntő |
| 1959 | Domenico Modugno            | Piove (Ciao, ciao bambina)      | Esik az eső (Szia, szia kedvesem)  | 6.                 | 11                 | Nem volt elődöntő | Nem volt elődöntő |
| 1960 | Renato Rascel               | Romantica                       | Romantikus                         | 8.                 | 5                  | Nem volt elődöntő | Nem volt elődöntő |
| 1961 | Betty Curtis                | Al di là                        | Azon túl                           | 5.                 | 12                 | Nem volt elődöntő | Nem volt elődöntő |
| 1962 | Claudio Villa               | Addio, addio                    | Viszlát, viszlát                   | 9.                 | 3                  | Nem volt elődöntő | Nem volt elődöntő |
| 1963 | Emilio Pericoli             | Uno per tutte                   | Egy mindenkiért                    | 3.                 | 37                 | Nem volt elődöntő | Nem volt elődöntő |
| 1964 | Gigliola Cinquetti          | Non ho l’età                    | Nem vagyok elég idős               | 1.                 | 49                 | Nem volt elődöntő | Nem volt elődöntő |
| 1965 | Bobby Solo                  | Se piangi, se ridi              | Ha sírsz, ha nevetsz               | 5.                 | 15                 | Nem volt elődöntő | Nem volt elődöntő |
| 1966 | Domenico Modugno            | Dio, come ti amo                | Istenem, mennyire szeretlek        | 17.                | 0                  | Nem volt elődöntő | Nem volt elődöntő |
| 1967 | Claudio Villa               | Non andare più lontano          | Ne menj messzebb                   | 11.                | 4                  | Nem volt elődöntő | Nem volt elődöntő |
| 1968 | Sergio Endrigo              | Marianne                        | Marianna                           | 10.                | 7                  | Nem volt elődöntő | Nem volt elődöntő |
| 1969 | Iva Zanicchi                | Due grosse lacrime bianche      | Két nagy fehér könny               | 13.                | 5                  | Nem volt elődöntő | Nem volt elődöntő |
| 1970 | Gianni Morandi              | Occhi di ragazza                | Női szemek                         | 8.                 | 5                  | Nem volt elődöntő | Nem volt elődöntő |
| 1971 | Massimo Ranieri             | L'amore è un attimo             | A szerelem egy pillanat            | 5.                 | 91                 | Nem volt elődöntő | Nem volt elődöntő |
| 1972 | Nicola di Bari              | I giorni dell'arcobaleno        | A szivárvány napjai                | 6.                 | 92                 | Nem volt elődöntő | Nem volt elődöntő |
| 1973 | Massimo Ranieri             | Chi sarà con te                 | Ki lesz veled                      | 13.                | 74                 | Nem volt elődöntő | Nem volt elődöntő |
| 1974 | Gigliola Cinquetti          | Sì                              | Igen                               | 2.                 | 18                 | Nem volt elődöntő | Nem volt elődöntő |
| 1975 | Wess és Dori Ghezzi         | Era                             | Ez volt                            | 3.                 | 115                | Nem volt elődöntő | Nem volt elődöntő |
| 1976 | Al Bano & Romina Power      | We'll Live It All Again         | Mindent át fogunk élni újra        | 7.                 | 69                 | Nem volt elődöntő | Nem volt elődöntő |
| 1977 | Mia Martini                 | Libera                          | Szabadon                           | 13.                | 33                 | Nem volt elődöntő | Nem volt elődöntő |
| 1978 | Ricchi e Poveri             | Questo amore                    | Ez a szerelem                      | 12.                | 53                 | Nem volt elődöntő | Nem volt elődöntő |
| 1979 | Matia Bazar                 | Raggio di luna                  | Holdfény                           | 15.                | 27                 | Nem volt elődöntő | Nem volt elődöntő |
| 1980 | Alan Sorrenti               | Non so che darei                | Nem tudom, mit adhatnék            | 6.                 | 87                 | Nem volt elődöntő | Nem volt elődöntő |
|      |                             |                                 |                                    |                    |                    | Nem volt elődöntő | Nem volt elődöntő |
| 1983 | Riccardo Fogli              | Per Lucia                       | Lucának                            | 11.                | 41                 | Nem volt elődöntő | Nem volt elődöntő |
| 1984 | Alice és Franco Battiato    | I treni di Tozeur               | Tozeur vonatai                     | 5.                 | 70                 | Nem volt elődöntő | Nem volt elődöntő |
| 1985 | Al Bano & Romina Power      | Magic Oh Magic                  | Varázslat, ó varázslat             | 7.                 | 78                 | Nem volt elődöntő | Nem volt elődöntő |
|      |                             |                                 |                                    |                    |                    | Nem volt elődöntő | Nem volt elődöntő |
| 1987 | Umberto Tozzi és Raf        | Gente di mare                   | A tenger népe                      | 3.                 | 103                | Nem volt elődöntő | Nem volt elődöntő |
| 1988 | Luca Barbarossa             | Vivo (Ti scrivo)                | Élek (Neked írok)                  | 12.                | 52                 | Nem volt elődöntő | Nem volt elődöntő |
| 1989 | Anna Oxa és Fausto Leali    | Avrei voluto                    | Azt akartam volna                  | 9.                 | 56                 | Nem volt elődöntő | Nem volt elődöntő |
| 1990 | Toto Cutugno                | Insieme: 1992                   | Együtt: 1992                       | 1.                 | 149                | Nem volt elődöntő | Nem volt elődöntő |
| 1991 | Peppino di Capri            | Comme è ddoce 'o mare           | Milyen édes a tenger               | 7.                 | 89                 | Nem volt elődöntő | Nem volt elődöntő |
| 1992 | Mia Martini                 | Rapsodia                        | Rapszódia                          | 4.                 | 111                | Nem volt elődöntő | Nem volt elődöntő |
| 1993 | Enrico Ruggeri              | Sole d'Europa                   | Európa Napja                       | 12.                | 45                 | Nem volt elődöntő | Nem volt elődöntő |
|      |                             |                                 |                                    |                    |                    | Nem volt elődöntő | Nem volt elődöntő |
| 1997 | Jalisse                     | Fiumi di parole                 | Szavak folyamai                    | 4.                 | 114                | Nem volt elődöntő | Nem volt elődöntő |
|      |                             |                                 |                                    |                    |                    |                   |                   |
| 2011 | Raphael Gualazzi            | Madness of Love                 | A szerelem bolondsága              | 2.                 | 189                | Az Öt Nagy tagja  | Az Öt Nagy tagja  |
| 2012 | Nina Zilli                  | L’amore è femmina (Out of Love) | A szerelem egy nő (Szeretetből)    | 9.                 | 101                | Az Öt Nagy tagja  | Az Öt Nagy tagja  |
| 2013 | Marco Mengoni               | L’essenziale                    | A lényeges                         | 7.                 | 126                | Az Öt Nagy tagja  | Az Öt Nagy tagja  |
| 2014 | Emma                        | La mia città                    | Az én városom                      | 21.                | 33                 | Az Öt Nagy tagja  | Az Öt Nagy tagja  |
| 2015 | Il Volo                     | Grande amore                    | Nagy szerelem                      | 3.                 | 292                | Az Öt Nagy tagja  | Az Öt Nagy tagja  |
| 2016 | Francesca Michielin         | No Degree of Separation         | Nincs szintje az elszigeteltségnek | 16.                | 124                | Az Öt Nagy tagja  | Az Öt Nagy tagja  |
| 2017 | Francesco Gabbani           | Occidentali’s Karma             | A nyugati ember karmája            | 6.                 | 334                | Az Öt Nagy tagja  | Az Öt Nagy tagja  |
| 2018 | Ermal Meta és Fabrizio Moro | Non mi avete fatto niente       | Ti semmit sem tettetek             | 5.                 | 308                | Az Öt Nagy tagja  | Az Öt Nagy tagja  |
| 2019 | Mahmood                     | Soldi                           | Pénz                               | 2.                 | 472                | Az Öt Nagy tagja  | Az Öt Nagy tagja  |
| 2020 | Diodato                     | Fai rumore                      | Kelts zajt!                        | Elmaradt a verseny | Elmaradt a verseny | Az Öt Nagy tagja  | Az Öt Nagy tagja  |
| 2021 | Måneskin                    | Zitti e buoni                   | Csendes és jó                      | 1.                 | 524                | Az Öt Nagy tagja  | Az Öt Nagy tagja  |
| 2022 | Mahmood és Blanco           | Brividi                         | Libabőr                            | 6.                 | 268                | Az Öt Nagy tagja  | Az Öt Nagy tagja  |
| 2023 | Marco Mengoni               | Due vite                        | Két élet                           | 4.                 | 350                | Az Öt Nagy tagja  | Az Öt Nagy tagja  |
| 2024 | Angelina Mango              | La noia                         | Az unalom                          | 7.                 | 268                | Az Öt Nagy tagja  | Az Öt Nagy tagja  |
| 2025 | Lucio Corsi                 | Volevo essere un duro           | Kemény srác szerettem volna lenni  | 5.                 | 256                | Az Öt Nagy tagja  | Az Öt Nagy tagja  |

### Visszaléptetett indulók
| Év   | Előadó        | Dal              | Magyar fordítás |
| ---- | ------------- | ---------------- | --------------- |
| 1967 | Claudio Villa | Non pensare a me | Ne gondolj rám  |
| 2012 | Nina Zilli    | Per sempre       | Örökké          |

## Szavazástörténet

### 1957–2024
| Hely | Ország             | Pont |
| ---- | ------------------ | ---- |
| 1.   | Franciaország      | 158  |
| 2.   | Egyesült Királyság | 142  |
| 3.   | Írország           | 131  |
| 4.   | Svájc              | 129  |
| 5.   | Spanyolország      | 128  |
| 6.   | Ukrajna            | 115  |
| 7.   | Németország        | 111  |
| 8.   | Izrael             | 100  |
| 9.   | Norvégia           | 100  |
| 10.  | Svédország         | 100  |

| Hely | Ország        | Pont |
| ---- | ------------- | ---- |
| 1.   | Spanyolország | 278  |
| 2.   | Svájc         | 255  |
| 3.   | Portugália    | 246  |
| 4.   | Málta         | 240  |
| 5.   | Franciaország | 210  |
| 6.   | Albánia       | 198  |
| 7.   | Finnország    | 197  |
| 8.   | Belgium       | 175  |
| 9.   | Ausztria      | 173  |
| 10.  | Németország   | 162  |

Olaszország még sosem adott pontot a döntőben a következő országoknak: Fehéroroszország és Montenegró.
Olaszország még sosem kapott pontot a döntőben Marokkótól.
| Olaszország a következő országoknak adta a legtöbb pontot az elődöntőben: \| Hely \| Ország \| Pont \| \| ---- \| ------------- \| ---- \| \| 1. \| Moldova \| 84 \| \| 2. \| Ukrajna \| 79 \| \| 3. \| Albánia \| 62 \| \| 4. \| Románia \| 60 \| \| 5. \| Izrael \| 54 \| \| 6. \| Norvégia \| 45 \| \| 7. \| Dánia \| 41 \| \| 8. \| Málta \| 40 \| \| 9. \| Lengyelország \| 39 \| \| 10. \| Svédország \| 37 \| |               |      |
| Hely | Ország        | Pont |
| 1. | Moldova       | 84   |
| 2. | Ukrajna       | 79   |
| 3. | Albánia       | 62   |
| 4. | Románia       | 60   |
| 5. | Izrael        | 54   |
| 6. | Norvégia      | 45   |
| 7. | Dánia         | 41   |
| 8. | Málta         | 40   |
| 9. | Lengyelország | 39   |
| 10. | Svédország    | 37   |

Olaszország még sosem adott pontot az elődöntőben a következő országoknak: Szlovákia és Törökország.

## Rendezések
| Év   | Város  | Helyszín                   | Műsorvezető(k)                           | Résztvevők |
| ---- | ------ | -------------------------- | ---------------------------------------- | ---------- |
| 1965 | Nápoly | Sala di Concerto della RAI | Renata Mauro                             | 18         |
| 1991 | Róma   | Studio 15 di Cinecittà     | Gigliola Cinquetti, Toto Cutugno         | 22         |
| 2022 | Torino | Pala Alpitour              | Laura Pausini, Alessandro Cattelan, Mika | 40         |

## Háttér
| Év        | Rendező                                          | Kommentátor                                                                                   | Pontbejelentő                                    |
| --------- | ------------------------------------------------ | --------------------------------------------------------------------------------------------- | ------------------------------------------------ |
| 1956      | Lugano                                           | Bianca Maria Piccinino                                                                        | Nem volt                                         |
| 1957      | Frankfurt am Main                                | Bianca Maria Piccinino                                                                        | Nunzio Filogamo                                  |
| 1958      | Hilversum                                        | Bianca Maria Piccinino                                                                        | Fulvia Colombo                                   |
| 1959      | Cannes                                           | Bianca Maria Piccinino                                                                        | Enzo Tortora                                     |
| 1960      | London                                           | Giorgio Porro                                                                                 | Enzo Tortora                                     |
| 1961      | Cannes                                           | Corrado Mantoni                                                                               | Enzo Tortora                                     |
| 1962      | Luxembourg                                       | Renato Tagliani                                                                               | Enzo Tortora                                     |
| 1963      | London                                           | Renato Tagliani                                                                               | Enzo Tortora                                     |
| 1964      | Koppenhága                                       | Renato Tagliani                                                                               | Rosanna Vaudetti                                 |
| 1965      | Nápoly                                           | Renato Tagliani                                                                               | Daniele Piombi                                   |
| 1966      | Luxembourg                                       | Renato Tagliani                                                                               | Enzo Tortora                                     |
| 1967      | Bécs                                             | Renato Tagliani                                                                               | Mike Bongiorno                                   |
| 1968      | London                                           | Renato Tagliani                                                                               | Mike Bongiorno                                   |
| 1969      | Madrid                                           | Renato Tagliani                                                                               | Mike Bongiorno                                   |
| 1970      | Amszterdam                                       | Renato Tagliani                                                                               | Enzo Tortora                                     |
| 1971      | Dublin                                           | Renato Tagliani                                                                               | Nem volt                                         |
| 1972      | Edinburgh                                        | Renato Tagliani                                                                               | Nem volt                                         |
| 1973      | Luxembourg                                       | Renato Tagliani                                                                               | Nem volt                                         |
| 1974      | Brighton                                         | Rosanna Vaudett                                                                               | Anna Maria Gambineri                             |
| 1975      | Stockholm                                        | Silvio Noto                                                                                   | Anna Maria Gambineri                             |
| 1976      | Hága                                             | Silvio Noto                                                                                   | Rosanna Vaudett                                  |
| 1977      | London                                           | Silvio Noto                                                                                   | Mariolina Cannuli                                |
| 1978      | Párizs                                           | Rosanna Vaudett                                                                               | Mariolina Cannuli                                |
| 1979      | Jeruzsálem                                       | Rosanna Vaudett                                                                               | Paola Perissi                                    |
| 1980      | Hága                                             | Michele Gammino                                                                               | Mariolina Cannuli                                |
| 1981–1982 | Nem vettek részt és nem közvetítették a versenyt | Nem vettek részt és nem közvetítették a versenyt                                              | Nem vettek részt és nem közvetítették a versenyt |
| 1983      | München                                          | Paolo Frajese                                                                                 | Paola Perissi                                    |
| 1984      | Luxembourg                                       | Antonio De Robertis                                                                           | Mariolina Cannuli                                |
| 1985      | Göteborg                                         | Rosanna Vaudetti                                                                              | Beatrice Cori                                    |
| 1986      | Bergen                                           | Nem vettek részt és nem közvetítették a versenyt                                              | Nem vettek részt és nem közvetítették a versenyt |
| 1987      | Brüsszel                                         | Rosanna Vaudett                                                                               | Mariolina Cannuli                                |
| 1988      | Dublin                                           | Daniele Piombi                                                                                | Mariolina Cannuli                                |
| 1989      | Lausanne                                         | Gabriella Carlucci                                                                            | Peppi Franzelin                                  |
| 1990      | Zágráb                                           | Peppi Franzelin                                                                               | Paolo Frajese                                    |
| 1991      | Róma                                             | Nem volt                                                                                      | Rosanna Vaudett                                  |
| 1992      | Malmö                                            | Peppi Franzelin                                                                               | Nicoletta Orsomando                              |
| 1993      | Millstreet                                       | Ettore Andenna                                                                                | Peppi Franzelin                                  |
| 1994–1996 | Nem vettek részt és nem közvetítették a versenyt | Nem vettek részt és nem közvetítették a versenyt                                              | Nem vettek részt és nem közvetítették a versenyt |
| 1997      | Dublin                                           | Ettore Andenna                                                                                | Peppi Franzelin                                  |
| 1998–2002 | Nem vettek részt és nem közvetítették a versenyt | Nem vettek részt és nem közvetítették a versenyt                                              | Nem vettek részt és nem közvetítették a versenyt |
| 2003      | Riga                                             | Fabio Canino és Paolo Quilici                                                                 | Nem vettek részt                                 |
| 2004–2010 | Nem vettek részt és nem közvetítették a versenyt | Nem vettek részt és nem közvetítették a versenyt                                              | Nem vettek részt és nem közvetítették a versenyt |
| 2011      | Düsseldorf                                       | Bob Sinclar (döntő) Raffaella Carrà (összes adás)                                             | Raffaella Carrà                                  |
| 2012      | Baku                                             | Federica Gentile (elődöntők) Filippo Solibello és Marco Ardemagni (döntő)                     | Ivan Bacchi                                      |
| 2013      | Malmö                                            | Federica Gentile (elődöntők) Filippo Solibello, Marco Ardemagni és Natasha Lusenti (döntő)    | Federica Gentile                                 |
| 2014      | Koppenhága                                       | Marco Ardemagni és Filippo Solibello (elődöntők) Linus és Nicola Savino (döntő)               | Linus                                            |
| 2015      | Bécs                                             | Marco Ardemagni és Filippo Solibello (elődöntők) Federico Russo és Valentina Correani (döntő) | Federico Russo                                   |
| 2016      | Stockholm                                        | Marco Ardemagni és Filippo Solibello (elődöntők) Flavio Insinna és Federico Russo (döntő)     | Claudia Andreatti                                |
| 2017      | Kijev                                            | Andrea Delogu és Diego Passoni (elődöntők) Flavio Insinna és Federico Russo (döntő)           | Giulia Valentina                                 |
| 2018      | Lisszabon                                        | Carolina Di Domenico és Saverio Raimondo (elődöntők) Serena Rossi és Federico Russo (döntő)   | Giulia Valentina                                 |
| 2019      | Tel-Aviv                                         | Ema Stokholma (elődöntők) Flavio Insinna (döntő) Federico Russo (összes adás)                 | Ema Stokholma                                    |
| 2021      | Rotterdam                                        | Ema Stokholma és Saverio Raimondo (elődöntők) Gabriele Corsi és Cristiano Malgioglio (döntő)  | Carolina Di Domenico                             |
| 2022      | Torino                                           | Gabriele Corsi, Cristiano Malgioglio és Carolina Di Domenico                                  | Carolina Di Domenico                             |
| 2023      | Liverpool                                        | Gabriele Corsi és Mara Maionchi                                                               | Kaze                                             |
| 2024      | Malmö                                            | Gabriele Corsi és Mara Maionchi                                                               | Mario Acampa                                     |
| 2025      | Bázel                                            | Gabriele Corsi és BigMama                                                                     | Topo Gigio                                       |
| 2026      | Bécs                                             |                                                                                               |                                                  |

## Díjak

### Marcel Bezençon-díj
| Kategória       | Év   | Előadó        | Dal      | Zeneszerző(k) Szöveg / zene                      | Eredmény az Eurovízión | Eredmény az Eurovízión | Helyszín  |
| Kategória       | Év   | Előadó        | Dal      | Zeneszerző(k) Szöveg / zene                      | Helyezés               | Pontszám               | Helyszín  |
| --------------- | ---- | ------------- | -------- | ------------------------------------------------ | ---------------------- | ---------------------- | --------- |
| Zeneszerzői díj | 2023 | Marco Mengoni | Due vite | Davide Petrella, Davide Simonetta, Marco Mengoni | 4.                     | 350                    | Liverpool |

### OGAE-szavazás
| Kategória              | Év   | Előadó            | Dal                 | Eredmény az Eurovízión | Eredmény az Eurovízión | Helyszín |
| Kategória              | Év   | Előadó            | Dal                 | Helyezés               | Pontszám               | Helyszín |
| ---------------------- | ---- | ----------------- | ------------------- | ---------------------- | ---------------------- | -------- |
| OGAE Song Contest Poll | 2015 | Il Volo           | Grande amore        | 3.                     | 292                    | Bécs     |
| OGAE Song Contest Poll | 2017 | Francesco Gabbani | Occidentali’s Karma | 6.                     | 334                    | Kijev    |
| OGAE Song Contest Poll | 2019 | Mahmood           | Soldi               | 2.                     | 472                    | Tel-Aviv |

### ESC Radio Awards
| Kategória        | Év   | Előadó   | Dal           | Eredmény az Eurovízión | Eredmény az Eurovízión | Helyszín  |
| Kategória        | Év   | Előadó   | Dal           | Helyezés               | Pontszám               | Helyszín  |
| ---------------- | ---- | -------- | ------------- | ---------------------- | ---------------------- | --------- |
| Legjobb együttes | 2021 | Måneskin | Zitti e buoni | 1.                     | 524                    | Rotterdam |

## Galéria

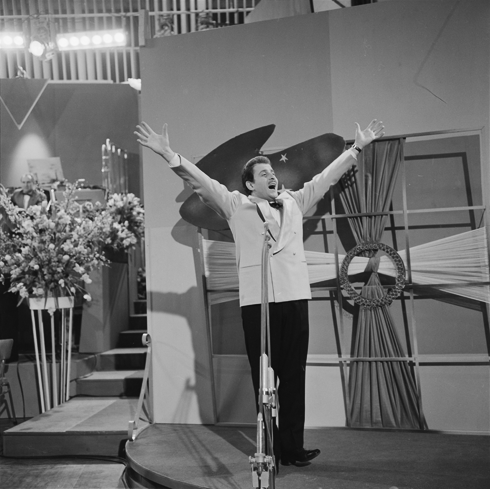
Domenico Modugno Hilversumban (1958)
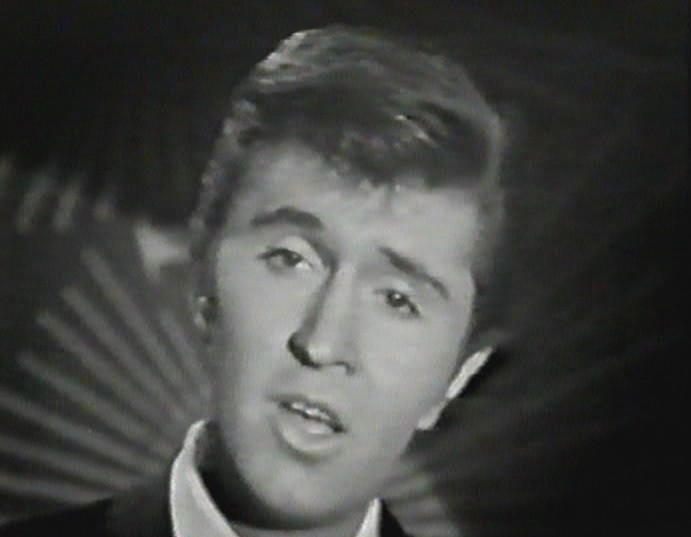
Bobby Solo Nápolyban (1965)
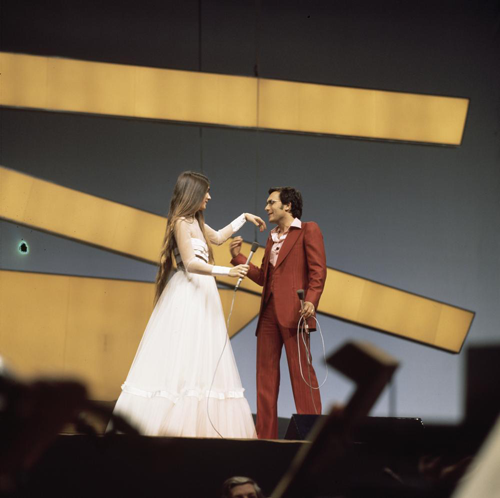
Al Bano & Romina Power Hágában (1976)
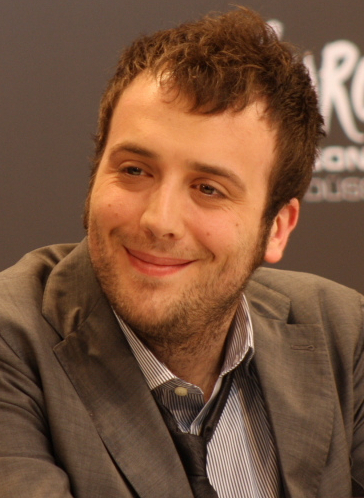
Raphael Gualazzi Düsseldorfban (2011)
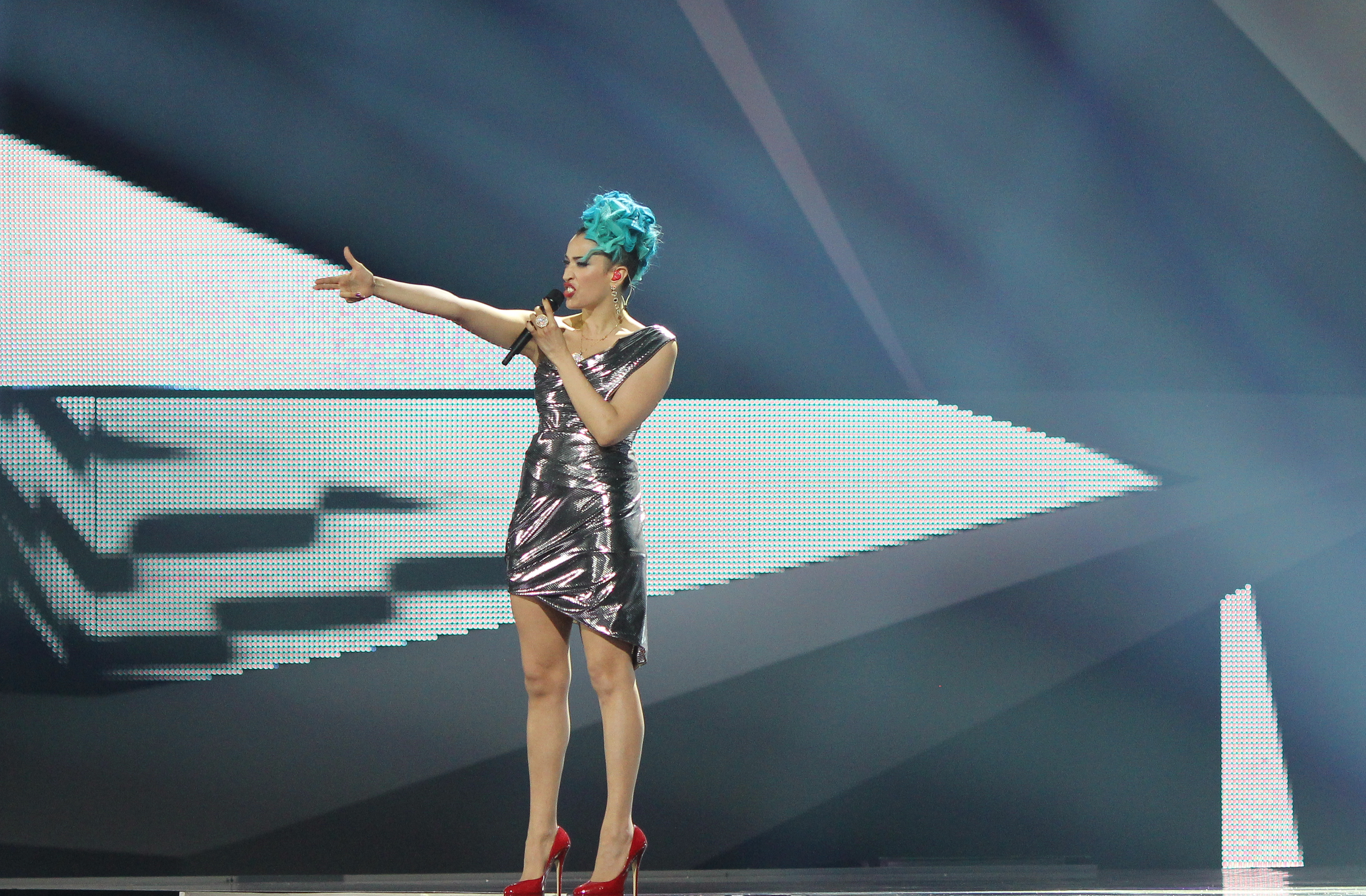
Nina Zilli Bakuban (2012)
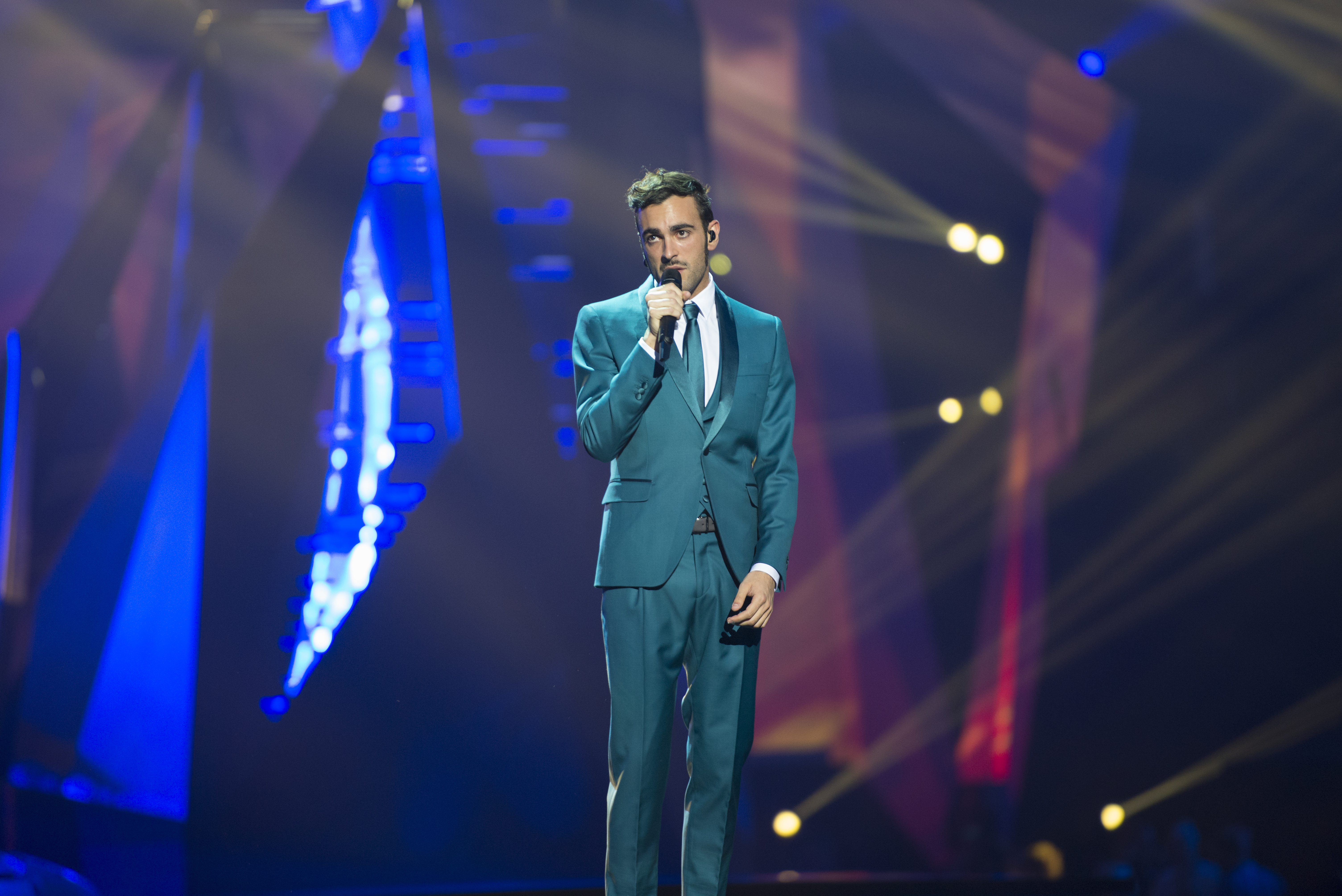
Marco Mengoni Malmőben (2013)
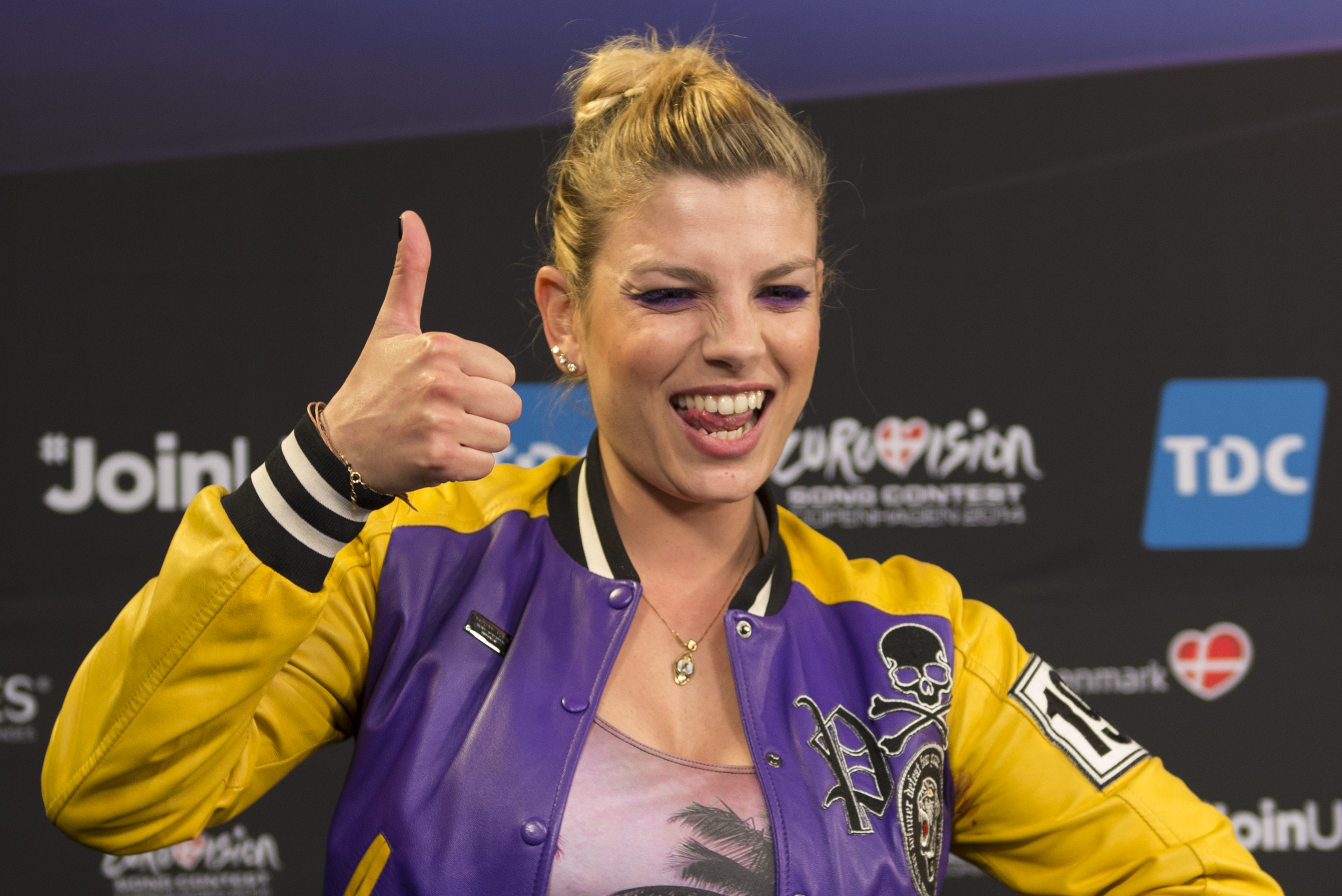
Emma Marrone Koppenhágában (2014)
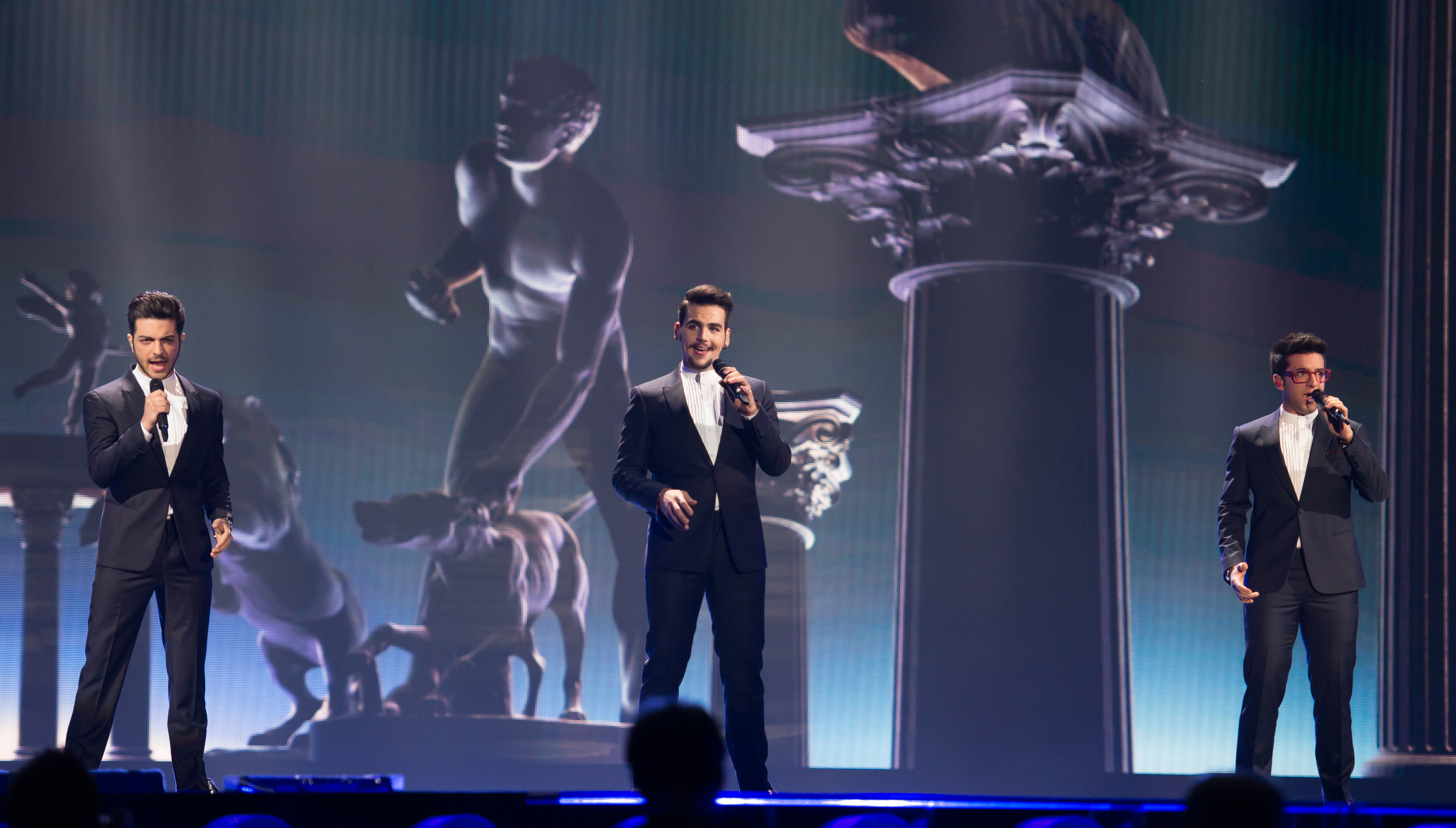
Az Il Volo Bécsben (2015)
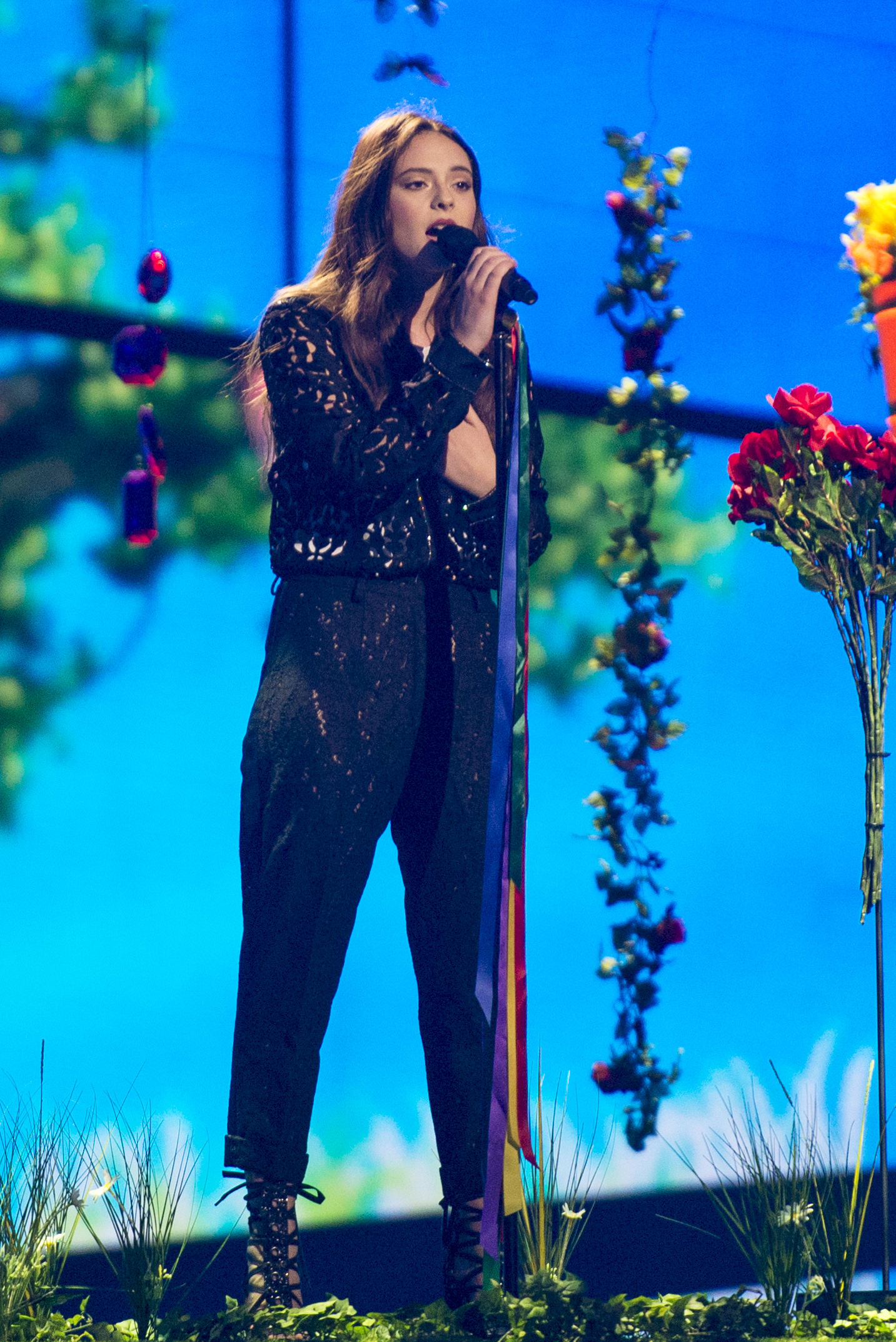
Francesca Michielin Stockholmban (2016)
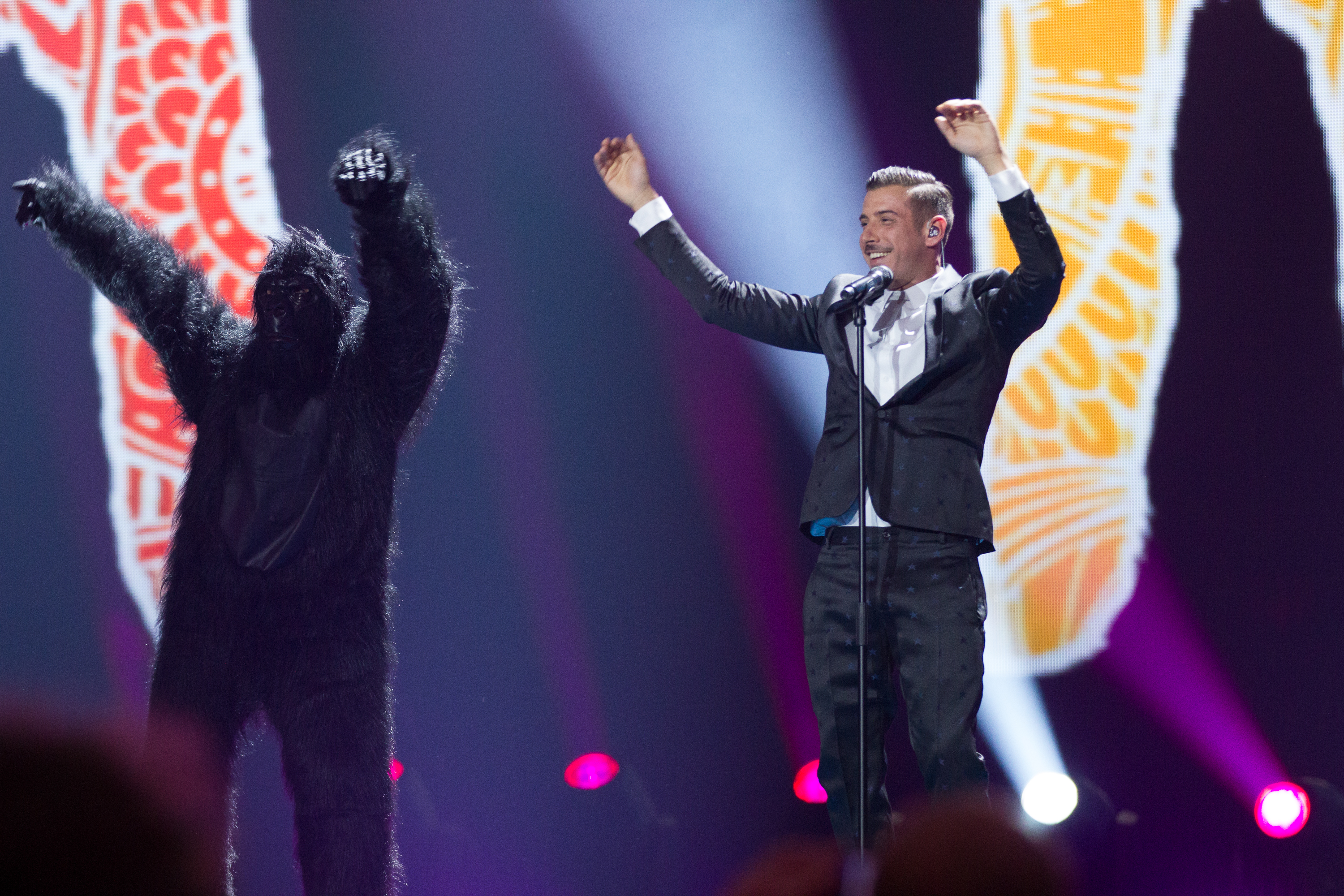
Francesco Gabbani Kijevben (2017)
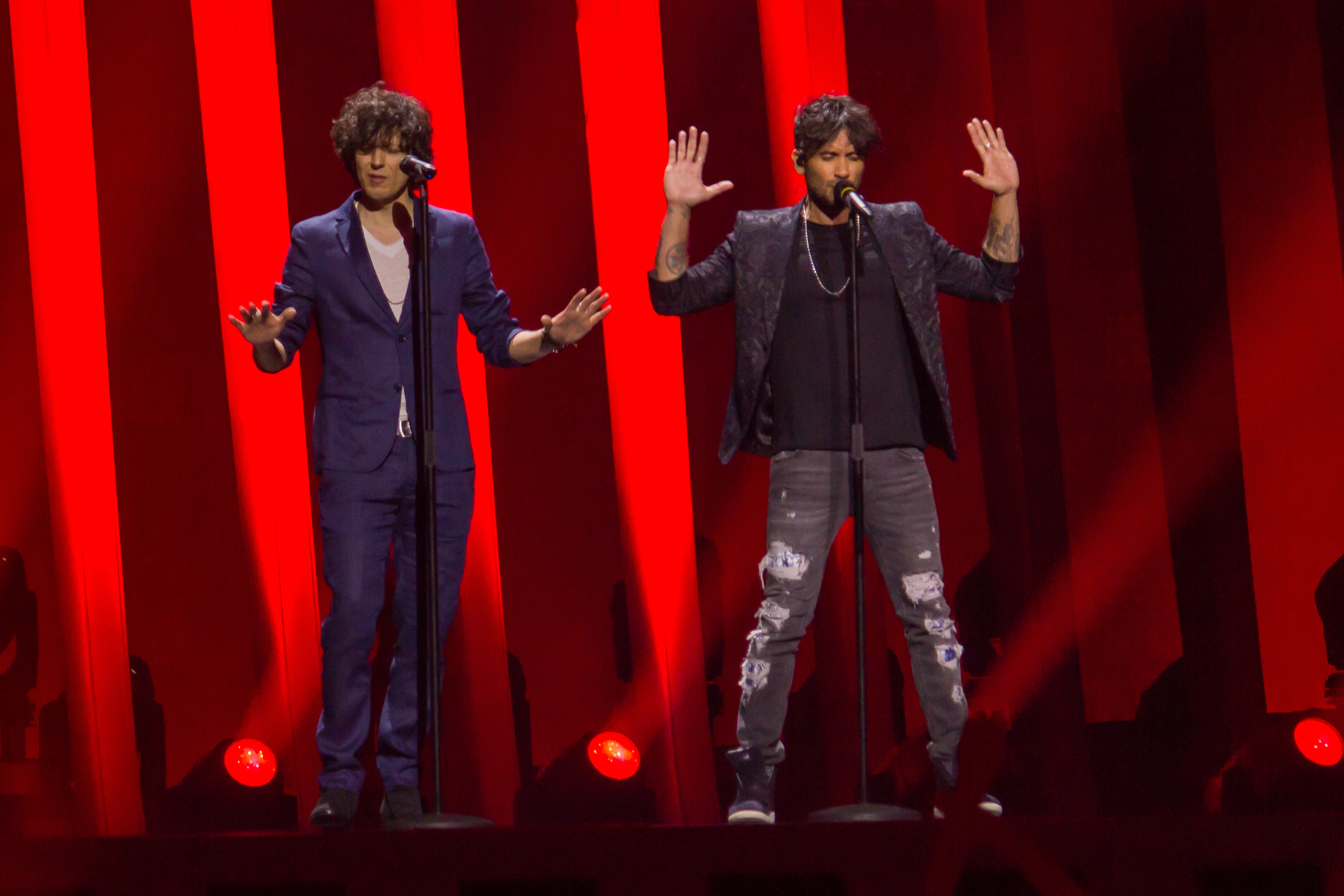
Ermal Meta és Fabrizio Moro Lisszabonban (2018)
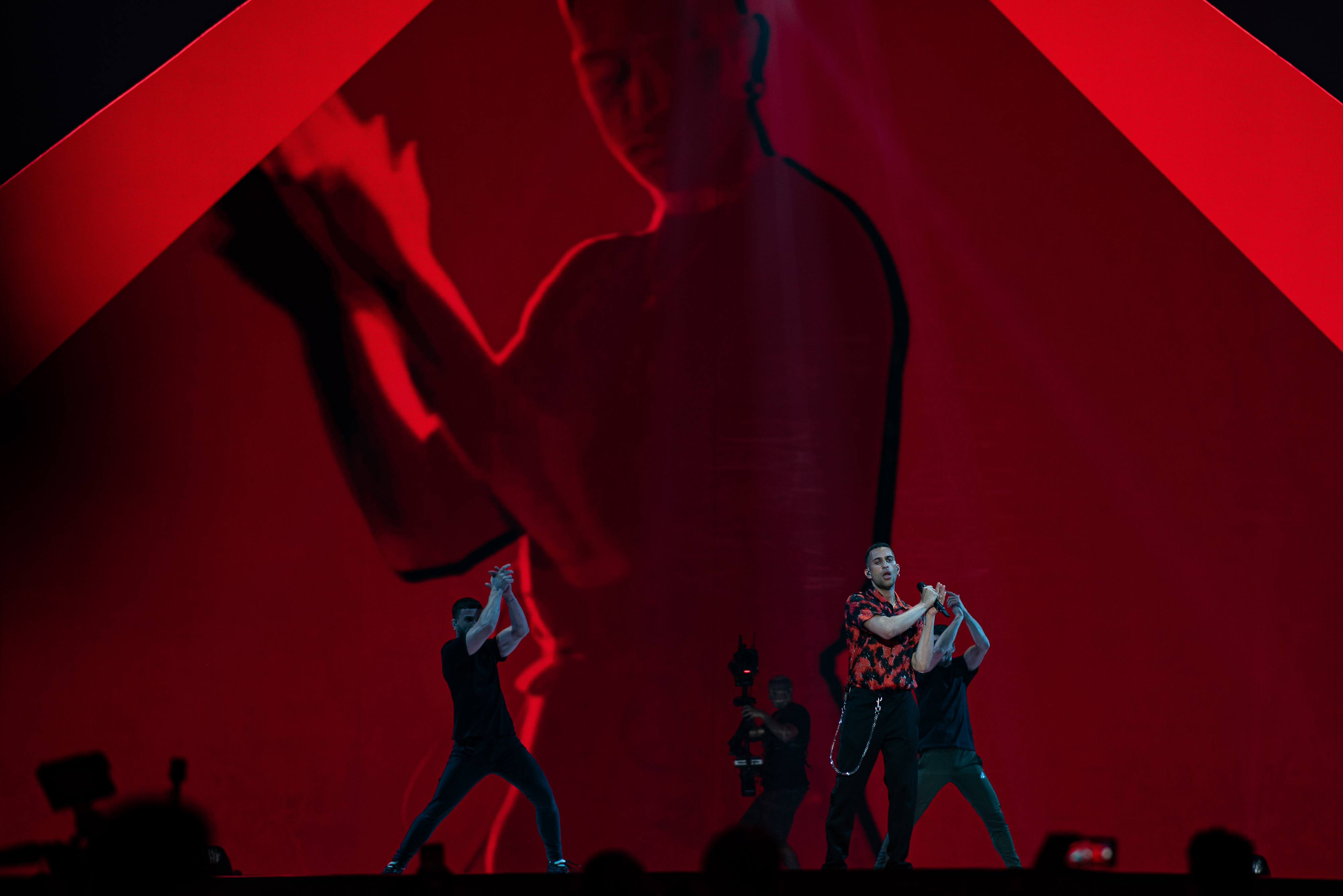
Mahmood Tel-Avivban (2019)
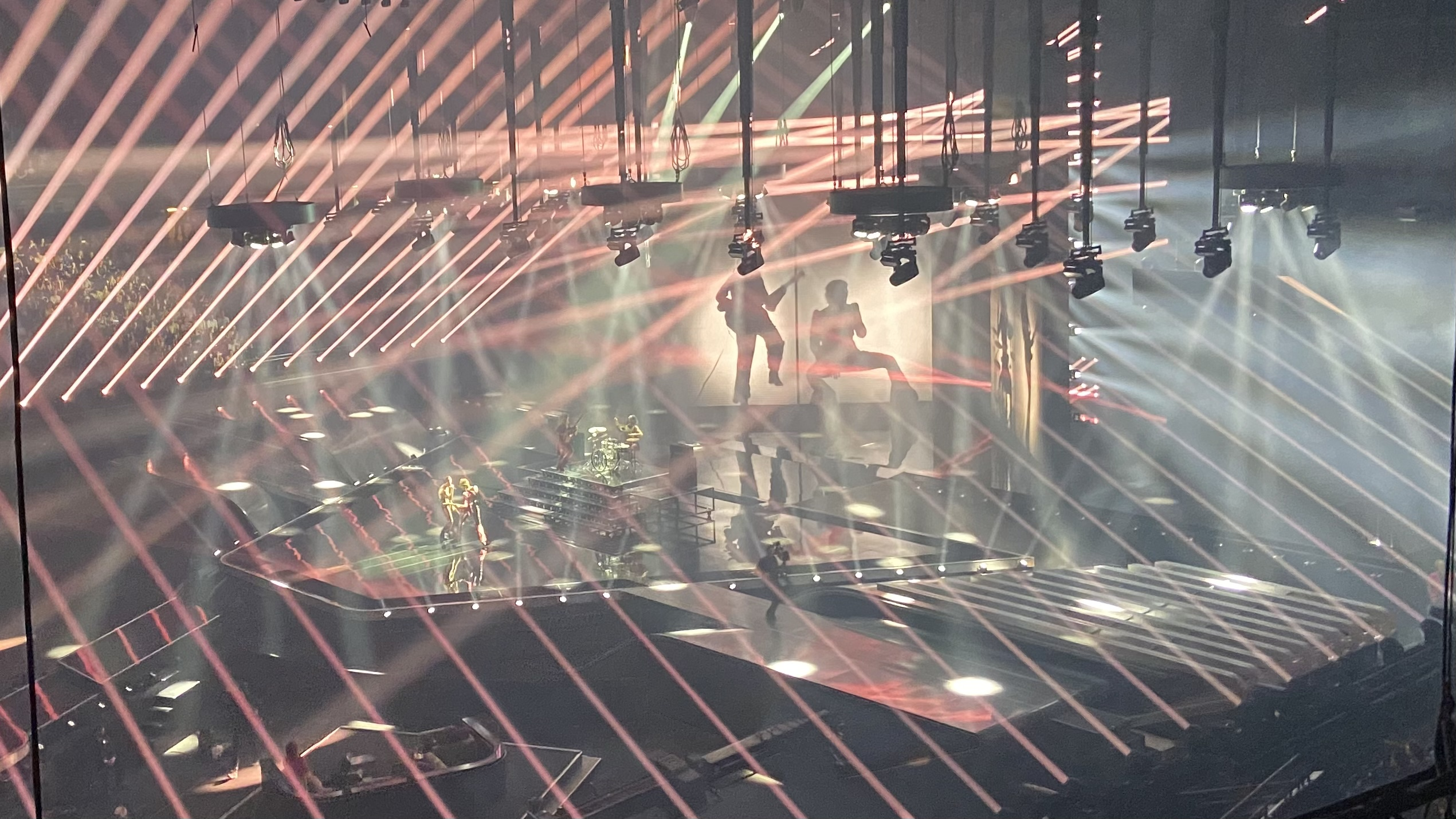
A Måneskin Rotterdamban (2021)
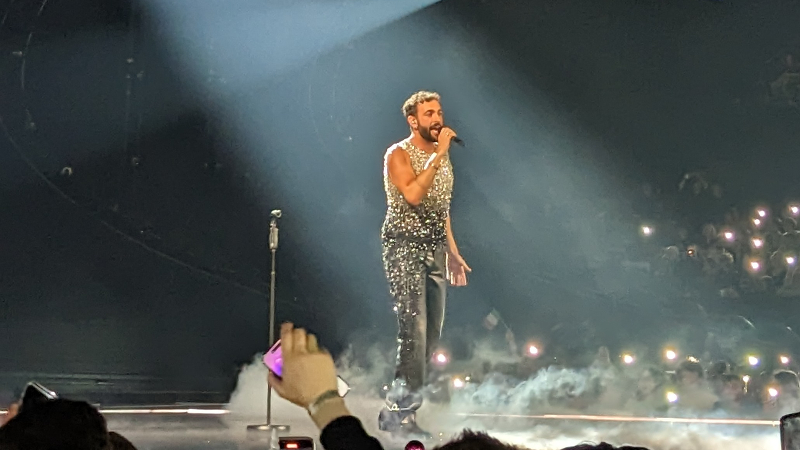
Marco Mengoni Liverpoolban (2023)
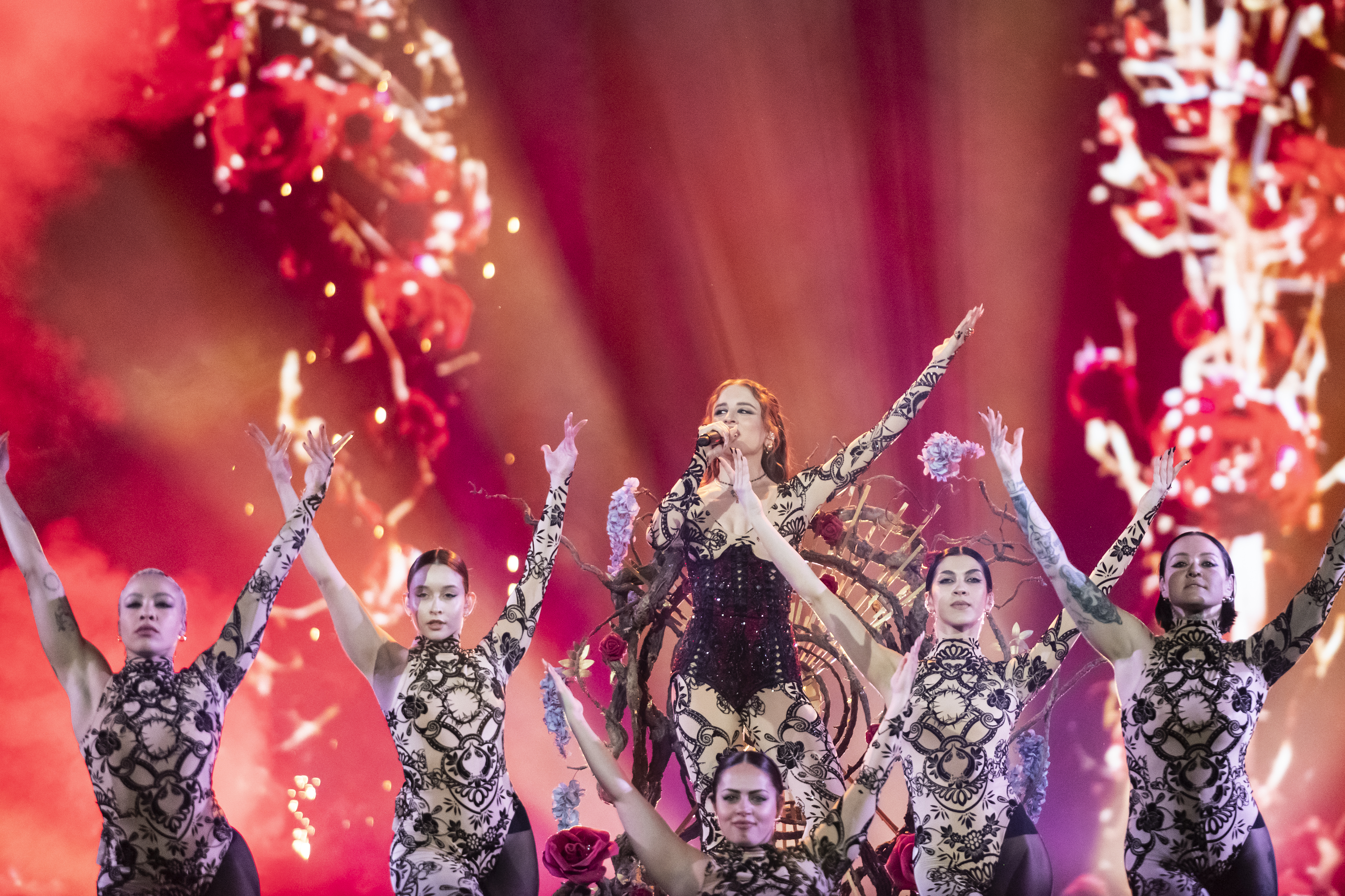
Angelina Mango Malmőben (2024)
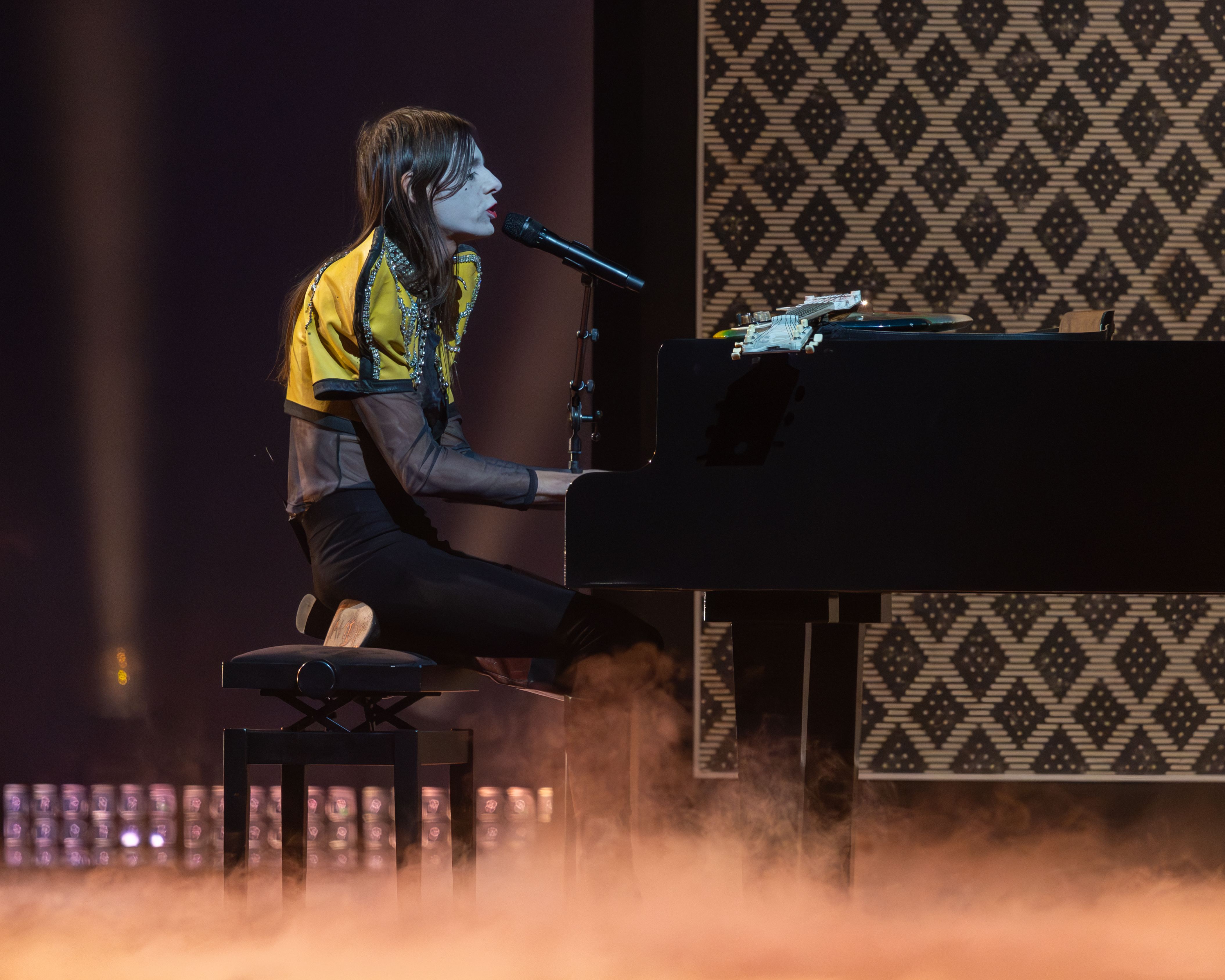
Lucio Corsi Bázelben (2025)

## Lásd még
- Olaszország a Junior Eurovíziós Dalfesztiválokon